# 曾樸
曾樸（1872年—1935年），原名曾樸華，字太樸，又字小木、孟樸，号铭珊，筆名東亞病夫，江苏常熟人，清朝至中华民国作家，其代表作为小说《孽海花》。

## 生平
光緒十七年（1891年）舉人，1892年入京应试，试卷被污而落第。父亲为其曾捐官內閣中書，也因为岳父汪鸣銮的缘故，常出入當時戶部尚書翁同龢之門，也是洪钧的座上客，有文名。其人生性敏感、熱心國事，认为法文为外交必用，故1894年入同文館學法文。1897年赴上海办实业，与維新派的譚嗣同、林旭、杨深秀等人往來，参与变法筹措活动。戊戌事败，因回乡办理父亲墓葬之事不在京，未受牵连。
光緒三十年（1904年），到上海編輯《女子世界》，光緒三十一年（1905年）與徐念慈等人創立小說林書社，成為介紹法國文學之先驅，翻譯雨果、左拉、福樓拜等人的名著；同年接金松岑原作六卷，开始续撰《孽海花》。光绪三十三年（1907年），小说林社发行《小说林月刊》，同年清廷将残杀秋瑾的浙江巡抚张曾扬调任江苏主政，曾朴带头驱张，迫使清廷收回成命，改调张赴陕西。宣统元年（1909年），进入两江总督端方府为幕僚。
辛亥革命爆發，江蘇宣告獨立，被選為江蘇臨時議會議員，袁世凱稱帝後，與蔡鍔等人密切往來，資助陳其美反袁活動，曾任省官产处长，财政厅长，政务厅长。1927年与长子曾虚白在上海開設“法式沙龍”的真美善書店，創辦《真美善》雜誌，續寫《孽海花》，主张反封建，同情革命，被认为是晚清四大谴责小说中成就最高的一部。1931年，《真美善》雜誌停刊。居常熟虚廓园，种花为遣。1935年病逝。
曾朴共育有五子，分别为曾虚白、曾耀仲、曾光叔、曾叔懋与曾熹。

## 主要作品
- 《孽海花》
- 《魯男子》
- 《補後漢書·藝文誌》
- 《補後漢書·藝文誌考證》